# Porta Real Condominio
Porta Real Condominio är en ort i Mexiko.   Den ligger i kommunen Jesús María och delstaten Aguascalientes, i den centrala delen av landet, 400 km nordväst om huvudstaden Mexico City. Porta Real Condominio ligger 1 873 meter över havet och antalet invånare är 236.
Terrängen runt Porta Real Condominio är platt åt sydost, men åt nordväst är den kuperad. Runt Porta Real Condominio är det tätbefolkat, med 459 invånare per kvadratkilometer. Närmaste större samhälle är Aguascalientes, 8,3 km söder om Porta Real Condominio. Trakten runt Porta Real Condominio består till största delen av jordbruksmark.